# Taz (schiereiland)
Het schiereiland Taz (Russisch: Тазовский полуостров; Tazovski Poloeostrov) is een schiereiland in het noorden van het Russische autonome district Jamalië (oblast Tjoemen) in het noorden van West-Siberië. Het vormt een uitloper van het West-Siberisch Laagland en wordt aan linkerzijde begrensd door de Obboezem en aan oost- en noordzijde door de monding van de rivier de Taz; de Tazboezem. De Tazboezem scheidt het schiereiland van het noordwestelijker gelegen schiereiland Gyda.
Het schiereiland heeft een lengte van noord naar zuid van ongeveer 200 kilometer met een gemiddelde breedte van 100 kilometer. Het oppervlak wordt gevormd door vlaktes, die geleidelijk aan oplopen in de richting van de Tazboezem met een maximale hoogte van ongeveer 100 meter. Het schiereiland is begroeid met toendravegetatie.